# پودولوفکا
پودولوفکا (به لاتین: Podolovka) یک منطقهٔ مسکونی در روسیه است که در استان آمور واقع شده‌است.